# Firmin Ndombe Mubele
Firmin Ndombe Mubele (Kinshasa, 17 april 1994) is een Congolees betaald voetballer die doorgaans speelt als vleugelspeler. In juli 2025 verliet hij Blagnac. Mubele maakte in 2013 zijn debuut in het voetbalelftal van Congo-Kinshasa.

## Clubcarrière
Mubele speelde in zijn vaderland voor Vita Club en verliet deze club in 2015 om voor Al-Ahli te gaan spelen in de Qatar Stars League. In anderhalf jaar wist de Congolees zestien competitiedoelpunten te maken en in januari 2017 verkaste de aanvaller naar Stade Rennais, waar hij voor drieënhalf jaar tekende. Een jaar later werd Mubele voor een half seizoen op huurbasis gestald bij Toulouse. Tijdens deze verhuurperiode wist Toulouse zich nipt te handhaven in de Ligue 1 en Mubele werd hierop definitief aangetrokken. Hij zette zijn handtekening onder een verbintenis voor de duur van drie seizoenen. In de zomer van 2019 werd de Congolees voor één seizoen verhuurd aan Astana. Medio 2021 verliep zijn verbintenis bij Toulouse en vertrok hij. In maart 2022 tekende hij bij 1599 Șelimbăr tot het einde van het seizoen. Tweeënhalf jaar later keerde hij bij Blagnac terug in Frankrijk.

## Clubstatistieken
| Seizoen | Club          | Competitie   | Competitie | Competitie | Beker | Beker | Internationaal | Internationaal | Totaal | Totaal |
| Seizoen | Club          | Competitie   | Wed.       | Dlp.       | Wed.  | Dlp.  | Wed.           | Dlp.           | Wed.   | Dlp.   |
| ------- | ------------- | ------------ | ---------- | ---------- | ----- | ----- | -------------- | -------------- | ------ | ------ |
| 2015/16 | Al-Ahli       | Stars League | 23         | 8          | 0     | 0     | —              | —              | 23     | 8      |
| 2016/17 | Al-Ahli       | Stars League | 13         | 8          | 0     | 0     | —              | —              | 13     | 8      |
| 2016/17 | Stade Rennais | Ligue 1      | 15         | 3          | 0     | 0     | —              | —              | 15     | 3      |
| 2017/18 | Stade Rennais | Ligue 1      | 19         | 5          | 3     | 0     | —              | —              | 22     | 5      |
| 2017/18 | → Toulouse    | Ligue 1      | 11         | 1          | 1     | 0     | —              | —              | 12     | 1      |
| 2018/19 | Toulouse      | Ligue 1      | 15         | 1          | 2     | 0     | —              | —              | 17     | 1      |
| 2019/20 | → Astana      | Premjer-Liga | 5          | 1          | 0     | 0     | 7              | 0              | 12     | 1      |
| 2020/21 | Toulouse      | Ligue 2      | 0          | 0          | 0     | 0     | —              | —              | 0      | 0      |
| 2021/22 | 1599 Șelimbăr | Liga II      | 7          | 3          | 0     | 0     | —              | —              | 7      | 3      |
| Totaal  | Totaal        | Totaal       | 108        | 30         | 6     | 0     | 7              | 0              | 121    | 30     |

Bijgewerkt op 22 juli 2025.

## Interlandcarrière
Mubele maakte op 7 juni 2013 zijn debuut in het voetbalelftal van Congo-Kinshasa. In een kwalificatiewedstrijd voor het WK 2014 werd met 0–0 gelijkgespeeld tegen Libië. Mubele mocht van bondscoach Jean-Santos Muntubila in de basis starten en hij werd twee minuten voor tijd gewisseld voor mededebutant Hervé Ndonga (TP Mazembe). Zijn eerste interlanddoelpunt maakte Mubele in zijn vijfde interland, op 26 augustus 2013. Tegen Kameroen tekende hij twintig minuten na rust voor het enige doelpunt van de wedstrijd. Met Congo-Kinshasa nam Mubele deel aan het Afrikaans kampioenschap voetbal in 2015 en 2017.